# Gomorra (televíziós sorozat)
Gomorra (olaszul: Gomorra – La serie, nemzetközi angol címen: Gomorrah) egy olasz bűnügyi televíziós sorozat, melynek alkotója és producere Roberto Saviano, aki az azonos című könyvet írta. 
Először a Sky Italia csoporthoz tartozó Sky Atlantic csatornán mutatták be 2014. május 6-án, és eddig négy szezont élt meg. Az Egyesült Királyságban a Sky Atlantic-en 2014. augusztus 24-én volt a premierje, az Egyesült Államokban pedig 2016. augusztus 24-én, a SundanceTV csatornán mutatták be.  A sorozat sugárzási jogait világszerte 170 különböző országban adták el.
Címét egy nápolyi bűnügyi szindikátus (maffia), a Camorra ihlette. A történet Nápolyban zajlik, ahol a jeleneteket is rögzítették. 
Ciro Di Marzio (Marco D'Amore) történetét meséli el, aki a Pietro Savastano (Fortunato Cerlino) által vezetett Savastano klán tagja. Ciro célja, hogy a bűnöző világ veszélyeit áthidalja, kegyetlen bandaháborúkban küzdve.  A Savastano családba tartozik a felesége, Immacolata (Maria Pia Calzone) és fia, Gennaro (Salvatore Esposito). A sorozatban jelen van egy rivális bűnöző vezér, Salvatore Conte (Marco Palvetti), az évadok során pedig további karakterek is feltűnnek: Annalisa Magliocca (Cristina Donadio), Patrizia Santore (Cristiana Dell’Anna), Giuseppe Avitabile (Gianfranco Gallo). 
Nem sokkal megjelenése után a Gomorra karaktereinek felépítettsége, a sztori kibontakozása, atmoszférája, a színészi munka, a rendezés és az írói munka miatt kritikai elismerésben részesült.   A Sky legjobb értékelésű produkciójává vált, a hálózat egyik legnézettebb sorozataként tartják számon.

## Főszereplők és karaktereik
- Marco D'Amore mint Ciro Di Marzio ((1–3., 5. évad) – a Savastano klán tagja, aki arra törekszik, hogy feljebb kerüljön a bűnözői hierarchiában.
- Salvatore Esposito (1. évadtól) Gennaro "Genny" Savastano-ként – Pietro fia, – Pietro fia, aki elkényeztetett sznobból kemény bűnözővé válik.
- Fortunato Cerlino mint Pietro Savastano (1–2. évad) – a Savastano klán vezetője és nagykaliberű kábítószer-forgalmazó.
- Maria Pia Calzone mint Immacolata "Imma" Savastano (1. évad) – Pietro felesége
- Marco Palvetti mint Salvatore Conte (1–2. évad) – a Conte klán vezetője.
- Fabio De Caro mint Malammore (1–3. évad) – a Savastano klán tagja, mélyen rendkívül hűséges Pietróhoz és  Patrizia Santore nagybátyja.
- Cristina Donadio mint Annalisa "Scianel" Magliocca (2–3. évad) – egy női kábítószer-kereskedő
- Cristiana Dell'Anna mint Patrizia Santore (2–4. évad) – Malammore unokahúga és a Savastano klán munkatársa, később pedig a Secondgliano terület egyetlen vezetője.
- Gianfranco Gallo mint Giuseppe Avitabile (2–3. évad) –  egy rivális klán vezetője római központtal, Azzurra apja.
- Ivana Lotito, mint Azzurra Avitabile (2. évadtól) – Gennaro Savastano felesége.
- Arturo Muselli mint Enzo "Sangueblù" (kék vér) villa (3. évad) – a Forcella-i Santo klán vezetője.
- Andrea Di Maria, mint Elia "'Diploma" (diplomás) Capaccio (3. évad) – a Capaccio klán társvezetője.
- Carlo Caracciolo mint Fernando "o Crezi" (Crazy) Capaccio (3–4. évad) – a Capaccio klán másik társvezetője.
- Loris De Luna mint Valerio "o Vucabulà" Misano (3–4. Évad) – Enzo jobbkeze és a Santo klán befolyásos tagja.
- Gianni Parisi mint Gerlando Levante (4. évad) – Caserta tartományban egy hatalmas klán főnöke, anyai ágon Genny nagybátyja.
- Luciano Giugliano mint Michelangelo "Mickey" Levante (4. évad) – Gerlando kedvenc fia, a testvéreivel ellentétben ment neki a tanulás és diplomát szerzett.

| Évad | Epizódok | Premier       | Évadzáró      |
| ---- | -------- | ------------- | ------------- |
| 1    | 12       | 2014. 05. 06. | 2014. 06. 10. |
| 2    | 12       | 2016. 05. 10. | 2016. 06. 14. |
| 3    | 12       | 2017. 11. 17. | 2017. 12. 22. |
| 4    | 12       | 2019. 03. 23. | 2019. 05. 03. |
| 5    | 10       | 2021. 11. 19. | 2021. 12. 17. |

## Fogadtatás

### Kritikai visszhang
Gomorra egyike a Sky legnézettebb televíziós sorozatainak. Kritikai elismerésben részesült karaktereinek felépítettsége, a sztori kibontakozása, az atmoszférája, a színészi munka, a rendezés és az írói munka miatt.  Az első évad 94%-os értékelést ért el egy kritikákat összesítő weboldalon, a Rotten Tomatoes-on 17 vélemény alapján   a értékelési összesítő webhely 94% -os értékelést kapott, a Metacritic oldalon 76 pontot ért el a 100-ból 15 kritika alapján.
A show sikerességének köszönhetően megjelent a nemzetközi piacon is. Először az Egyesült Királyságban 2014. augusztus 4-én a  Sky Atlanticon, az Egyesült Államokban pedig 2016. augusztus 16-án, a SundanceTV-n, mindegyiken a legnézettebb programmá vált. 
Ugyanakkor a sorozatot számos olasz politikus kritizálta. Nápoly polgármestere, Luigi de Magistris azt állította, hogy minden egyes epizód megjelenése után rohamosan elszaporodtak a bűncselekmények a városban.  Azt is hozzátette, hogy a sorozat „megfertőzi a fiatalok agyát, lelkét és szívét”. A maffiaellenes bíró, Giuseppe Borelli kijelentette, hogy „a sorozat nem képes jól megragadni a mai Camorra helyzetét”. A nemzeti maffiaellenes ügyész, Federico Cafiero de Raho azt állította, hogy „emberségessé teszi a gengsztereket”, míg Catanzaro államügyésze, Nicola Gratteri szerint „szerethetővé teszi a veszélyeseket is”. 

## Fordítás
Ez a szócikk részben vagy egészben  a   Gomorrah (TV series) című angol Wikipédia-szócikk ezen változatának fordításán alapul.  Az eredeti cikk szerkesztőit annak laptörténete sorolja fel. Ez a jelzés csupán a megfogalmazás eredetét és a szerzői jogokat jelzi, nem szolgál a cikkben szereplő információk forrásmegjelöléseként.